# In Search of Tomorrow
In Search of Tomorrow (În căutarea zilei de mâine) este un film documentar din 2022, scris și regizat de David A. Weiner. Spectatorului îi sunt prezentate cronologic filme științifico-fantastice importante ale anilor 1980, ca Războiul stelelor (și anume Imperiul contraatacă și Întoarcerea lui Jedi), Star Trek II: Furia lui Khan, Vânătorul de recompense, E.T. Extraterestrul, Înapoi în viitor, Dune, RoboCop, Aliens - Misiune de pedeapsă, Tron, Simulări de război, Terminatorul, Vânătorii de fantome, Predator, Akira, Mad Max 2, Abisul,   Scurt circuit 
și multe altele. Filmul examinează, de asemenea, știința și tehnologia din spatele ficțiunii în mijlocul poveștilor interne despre procesul creativ.
Documentarul prezintă interviuri originale cu regizori cheie din anii 1980, actori, profesioniști ai efectelor speciale și vizuale, precum și cu consilieri de tehnologie, autori, influenceri, compozitori și vizionari. Intercalate între cronologia anuală apar numeroase capitole care aprofundează complexitatea aspectelor specifice ale filmelor, inclusiv construirea de lumi, narațiunea, definirea personajelor, designul costumelor și multe altele.

## Distribuție
- Lance Guest
- Clancy Brown
- Sean Young
- Wil Wheaton
- Catherine Mary Stewart
- John Carpenter
- Adrienne Barbeau
- Paul Verhoeven
- Peter Weller
- Nancy Allen
- Kurtwood Smith
- Jenette Goldstein
- Joe Dante
- Carrie Henn
- Bruce Boxleitner
- Shane Black
- Dee Wallace
- Mark Rolston
- Barry Bostwick
- Ivan Reitman
- Billy Dee Williams
- Ronny Cox
- Bill Duke
- Alex Winter
- Jesse Ventura
- Gene Simmons
- Bob Gale
- John Knoll
- Oliver Harper
- Corey Dee Williams
- Adam Nimoy
- Brad Fiedel
- William Sandell
- Stewart Raffill
- Ed Gale

## Rezumat
Documentarul urmează o cronologie de la an la an, în care fiecare segment prezintă un film cu experți care discută aspecte precum intriga, impactul emoțional și cultural al filmului, glumele din culise, jucării, produse licențiate și marketing, viziuni creative care influențează tehnologia/arhitectura/designul peisagistic contemporan.
Conține, de asemenea, capitole introduse care explorează teme ca:
- Eroi și eroine: interviuri cu actorii, scriitorii, regizorii și producătorii care au inventat „icoane” SF ca Rick Deckard, Ellen Ripley și Terminatorul pe marile ecrane.
- Efecte speciale: Sunt descrise modurile în care au fost create efecte ca roboți, creaturi și nave spațiale. Sunt intervievați artiștii care au proiectat și operat modelele, păpușile și obiectele animatronice care au dat viață creaturilor și personajelor.
- Designul de producție și construirea de lumi: Sunt descrise modurile în care au fost create costumele, armele și peisajele post-apocaliptice care pregătesc cadrul poveștilor preferate ale publicului.
- Contextul socio-politic: Cum a reflectat sci-fi-ul din anii '80 contextul socio-politic în care a fost realizat: progrese tehnologice, Reaganomics, Live Aid, marile afaceri și criza SIDA.
- Amestecarea genurilor: Este explorat modul în care alte genuri - fantasy, acțiune, horror și comedie - sunt foarte împletite cu genul SF. Unde începe un gen și se termină celălalt?
- Moștenire: Se discută despre importanța genului SF din anii '80 într-un context modern. De ce SF-ul anilor '80 este încă atât de relevant astăzi?

## Recepție înainte de lansare
Mass-media specializată Nerdist face referire la regizorul David A. Weiner, detaliând: „In Search of Tomorrow promite să fie o călătorie cinematografică și mai ambițioasă, demnă de conținutul uimitor și creatorii care au apărut din cinematografia SF din anii 1980: O celebrare a potențialului uman, explorând cele mai inspirate și eclectice filme ale deceniului, an după an, care ne-au captat cu fermitate imaginația colectivă și ne-au schimbat viața”.
În mai 2020, blogul /Film a scris: „Documentarul este prezentat ca o scrisoare de dragoste pentru filmele SF cu care am crescut; filme care au îndrăznit să întrebe, „ce-ar fi dacă?” și ne-au oferit o viziune asupra tehnologiei, societății și culturii din viitor care ne-au încântat, uimit și speriat în același timp.”
Kervyn Cloete, de la CriticalHit, a scris: „Fiind o persoană care a crescut cu multe dintre aceste filme, abia aștept să văd acest documentar”.

## Vezi si
- Film științifico-fantastic
- In Search of the Last Action Heroes